# Harashta Haifa Zahra
Harashta Haifa Zahra, née le 5 septembre 2003 à Kabupaten de Garut, est une lauréate d'un concours de beauté indonésien qui a été couronnée Miss Supranational 2024 (en). Ayant déjà été couronnée Puteri Indonesia 2024 (en), elle est la première Indonésienne à remporter Miss Supranational.

## Jeunesse et éducation
Harashta Haifa Zahra est née le 5 septembre 2003 à Kabupaten de Garut, Java occidental et a grandi à Bandung, Java occidental, Indonésie,. Son père, Ginanjar, est un entrepreneur de Bandung et sa mère, Yeni Yuliani, est originaire de Peundeuy, Kabupaten de Garut,.
En 2017, Zahra a commencé à fréquenter le lycée SMA Negeri 2 Bandung et a obtenu son diplôme en 2020,. En 2024, elle poursuit un baccalauréat en ingénierie (ST) en étudiant l'ingénierie environnementale à l'Institut National de Technologie de Bandung (ITENAS),.

## Concours de beauté

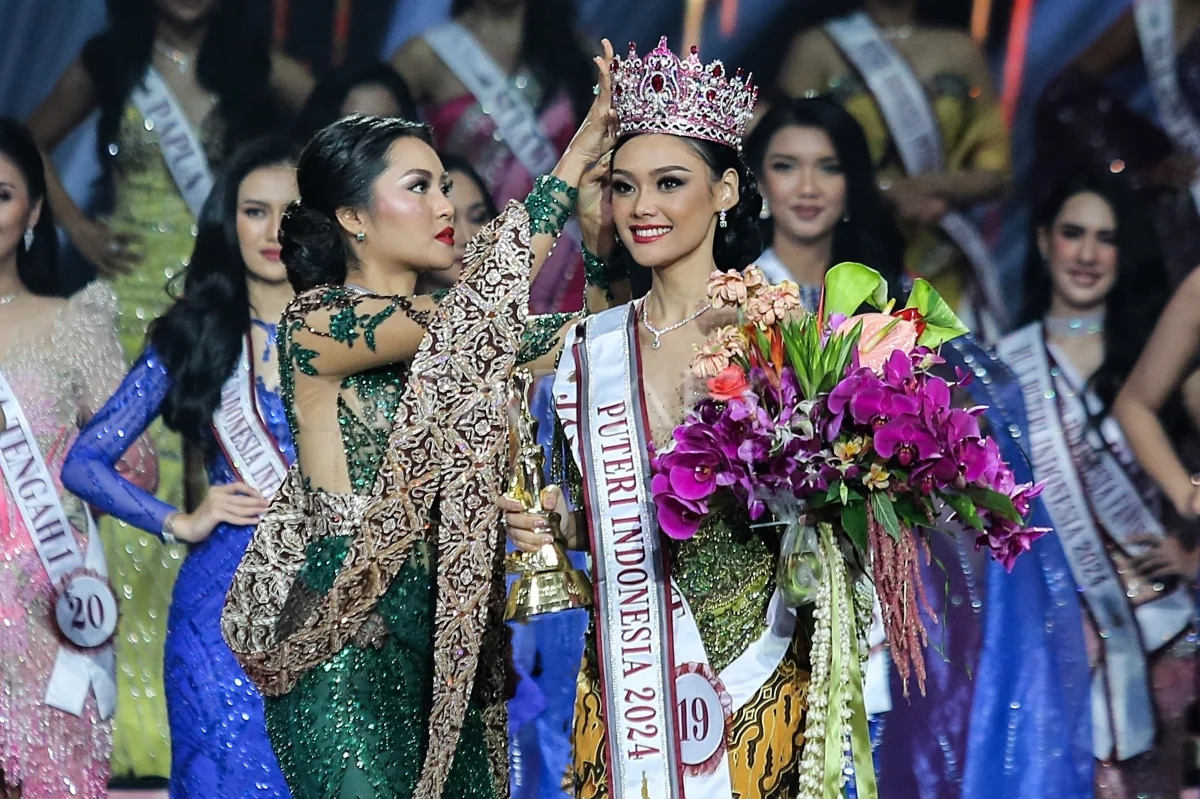
Zahra (à droite) couronnée Puteri Indonesia 2024 par Farhana Nariswari de Java occidental (à gauche)

### Puteri Indonésie 2024
Le 8 mars 2024, coïncidant avec la Journée internationale de la femme, Zahra a remporté le concours national Puteri Indonesia 2024 (en) au Plenary Hall du Jakarta Convention Center, dans le centre de Jakarta, représentant sa province de Java occidental,,,,.
Lors du dernier tour, Zahra a été interrogée par la présidente du conseil consultatif du Yayasan Puteri Indonesia, Putri Kuswisnu Wardani (en), sur le rôle des femmes dans l'accélération du développement national. Elle a répondu que «le rôle des femmes dans l'accélération du développement national est certainement très important et nécessite une collaboration entre les femmes et les hommes.»
Zahra a été couronnée par son prédécesseur, Puteri Indonesia 2023 (en) Farhana Nariswari (en) de Java occidental,,. Zahra est devenue la deuxième représentante sundanaise à remporter ce titre, marquant également la première fois que la même province gagnait pendant deux années consécutives dans l'histoire de Puteri Indonesia,,.

### Miss Supranational 2024
En tant que gagnante de Puteri Indonesia 2024, Zahra a représenté l'Indonésie à Miss Supranational 2024 (en) le 6 juillet 2024 à Nowy Sacz, Petite-Pologne, Pologne,,. Zahra a été couronnée vainqueur à la fin de l'événement, devenant ainsi la première Indonésienne et la sixième femme asiatique à remporter ce titre après Anntonia Porsild de Thaïlande lors de la 11e édition,,,,.